# Longwy-sur-le-Doubs
Longwy-sur-le-Doubs – miejscowość i gmina we Francji, w regionie Burgundia-Franche-Comté, w departamencie Jura.
Według danych na rok 1990 gminę zamieszkiwało 498 osób, a gęstość zaludnienia wynosiła 30 osób/km² (wśród 1786 gmin Franche-Comté Longwy-sur-le-Doubs plasuje się na 318. miejscu pod względem liczby ludności, natomiast pod względem powierzchni na miejscu 163.).